# 280 v. Chr.
Portal Geschichte | Portal Biografien | Aktuelle Ereignisse | Jahreskalender | Tagesartikel

◄ |
4. Jahrhundert v. Chr. |
3. Jahrhundert v. Chr. |
2. Jahrhundert v. Chr. |
►

◄ | 300er v. Chr. | 290er v. Chr. | 280er v. Chr. | 270er v. Chr. |
260er v. Chr. |
►

◄◄ | ◄ | 283 v. Chr. | 282 v. Chr. | 281 v. Chr. | 280 v. Chr. |
279 v. Chr. |
278 v. Chr. |
277 v. Chr. |
► |
►►
Staatsoberhäupter

## Ereignisse

### Politik und Weltgeschehen

#### Mitteleuropa
- Keltische Südwanderungen: Eine Armee von rund 85.000 Kelten beginnt von Pannonien aus einen Marsch Richtung Griechenland.
- um 280 v. Chr.: Die Frühlatènezeit wird von der Mittellatènezeit abgelöst.

#### Westliches Mittelmeer

Schlacht von Heraclea, 1. Phase

Schlacht von Heraclea, 2. Phase

- Frühjahr: Pyrrhischer Krieg: Nachdem König Pyrrhos von Epirus im Vorjahr bereits eine Vorausabteilung nach Tarent geschickt hatte, landet er nun selbst mit 30.000 Mann und mehreren Kriegselefanten in Italien. Samniten und Lukaner schließen sich ihm an.
- Juli: Schlacht von Heraclea: Verlustreicher Pyrrhussieg der tarentinisch-epirotischen Truppen über die Römer. Pyrrhus marschiert in Richtung Rom, muss aber bei Anagnia umkehren.
- In der ältesten bis heute erhaltenen politischen Rede eines Römers erklärt der erblindete Politiker Appius Claudius Caecus einer Delegation des Pyrrhus unter Führung von Cineas, Rom werde sich Pyrrhus nicht unterwerfen.
- Rom unterwirft die etruskische Stadt Vulci.
- Die Mamertiner zerstören Gela.
- Hiketas, Tyrann von Syrakus, siegt über Phintias von Akragas. Während dieses Feldzuges stürzt ihn Thynion, der kurz darauf wiederum von Sosistratos gestürzt wird.
- um 280 v. Chr.: Die von Rom nach Rhegium verlegte Legio Campana nimmt unter ihrem Befehlshaber Decius Vibellius die Stadt eigenmächtig in Besitz.

#### Östliches Mittelmeer
- Ptolemaios Keraunos, König von Makedonien siegt in einer Seeschlacht über die Flotte von Antigonos II. Gonatas, Sohn des Demetrios I. Poliorketes.
- Der Achaiische Bund wird gegründet.
- Nikomedes I. wird Herrscher in Bithynien.
- um 280 v. Chr.: Die auf dem Balkan eingedrungenen Kelten siedeln im heutigen Bulgarien um ihre Hauptstadt Tylis (genaue Lage unbekannt).

#### Afrika
- um 280/270 v. Chr.: Ergamenes gilt als der erste Herrscher der meroitischen Periode im nubischen Reich von Kusch.

### Kultur, Wissenschaft und Technik
- um 280 v. Chr.: Der griechische Arzt Herophilos untersucht die menschliche Anatomie an sezierten Leichen.
- nach 280 v. Chr.: Im hellenisierten Ägypten entsteht die erste Übersetzung des Alten Testaments aus dem Hebräischen ins Griechische. Das Septuaginta genannte Werk ist angeblich die Arbeit von 72 Übersetzern.

## Geboren
- um 280 v. Chr.: Li Si, Kanzler des chinesischen Kaiserreichs († 208 v. Chr.)
- um 280 v. Chr.: Han Fei, chinesischer Philosoph der legalistischen Schule († 233 v. Chr.)

## Gestorben
- Stilpon, griechischer Philosoph (* um 360 v. Chr.)
- Zipoites, König von Bithynien (* 356 v. Chr.)